# بردخون

تابلو مشخصات شهر بردخون؛ اسامی محله‌ها و خیابانهای اصلی شهر بردخون:
۱- میدان مرزبانی (ورودی شمال) ۲- پارک شهر (ورودی شمال) ۳- پمپ بنزین (ورودی شمال) ۴- کمربندی بوشهر-دیر (غرب↓) ۵- بلوار شهید بردستانی (غرب↓) ۶- محلهٔ جهادآباد (شمال غرب) ۷- میدان آبشار (دومین میدان ورودی شمال) ۸- خیابان امام خمینی (خیابان اصلی و میانی↓) ۹- خیابان بسیج (شمال غرب↓) ۱۰- خیابان فایز (شمال شرق→) ۱۱- خیابان بلال (شرق↑) ۱۲- خیابان شهداء (شرق→) ۱۳- مرکز شهر (مسجد جامع) ۱۴- خیابان معلم (غرب←) ۱۵- بوستان شهداء (میانه خیابان معلم) ۱۶- میدان معلم (غرب) ۱۷- خیابان فرهنگ (جنوب غرب←) ۱۸- محلهٔ فرهنگیان (جنوب غرب) ۱۹- خیابان مفتون (جنوب↓) ۲۰- خیابان مطهری (جنوب→) ۲۱- میدان شهید قایدی (جنوب غرب) ۲۲- جاده برون‌شهری بطرف خلیج فارس (جنوب غرب←)

نقشه ناهمواری‌های منطقه بردخون

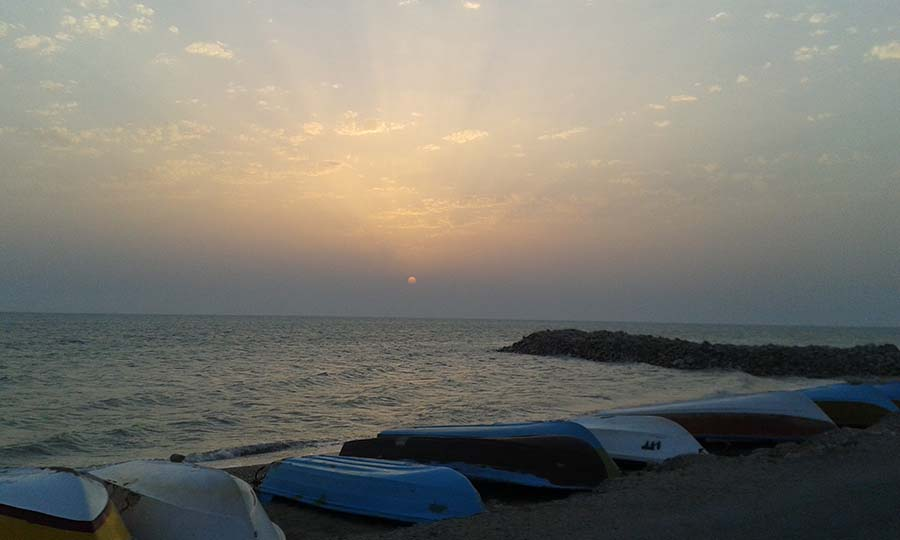
ساحل زیبای بردخون-خورخان

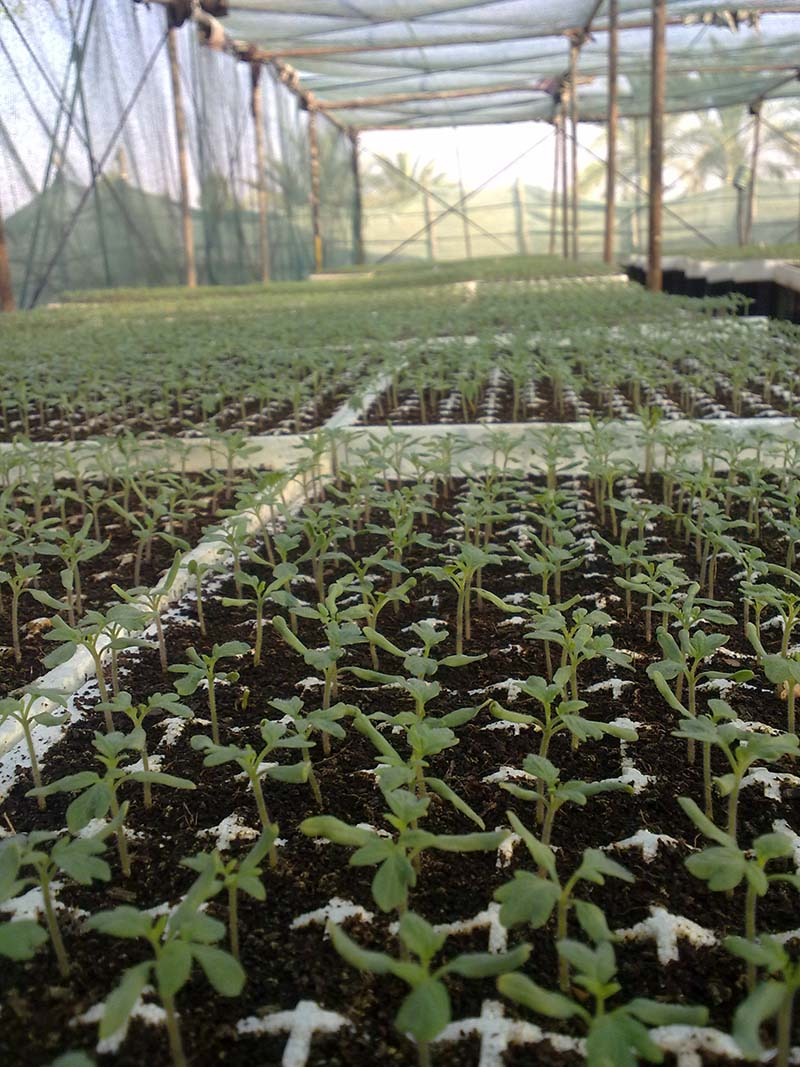
کشت بذر گوجه فرنگی در بردخون

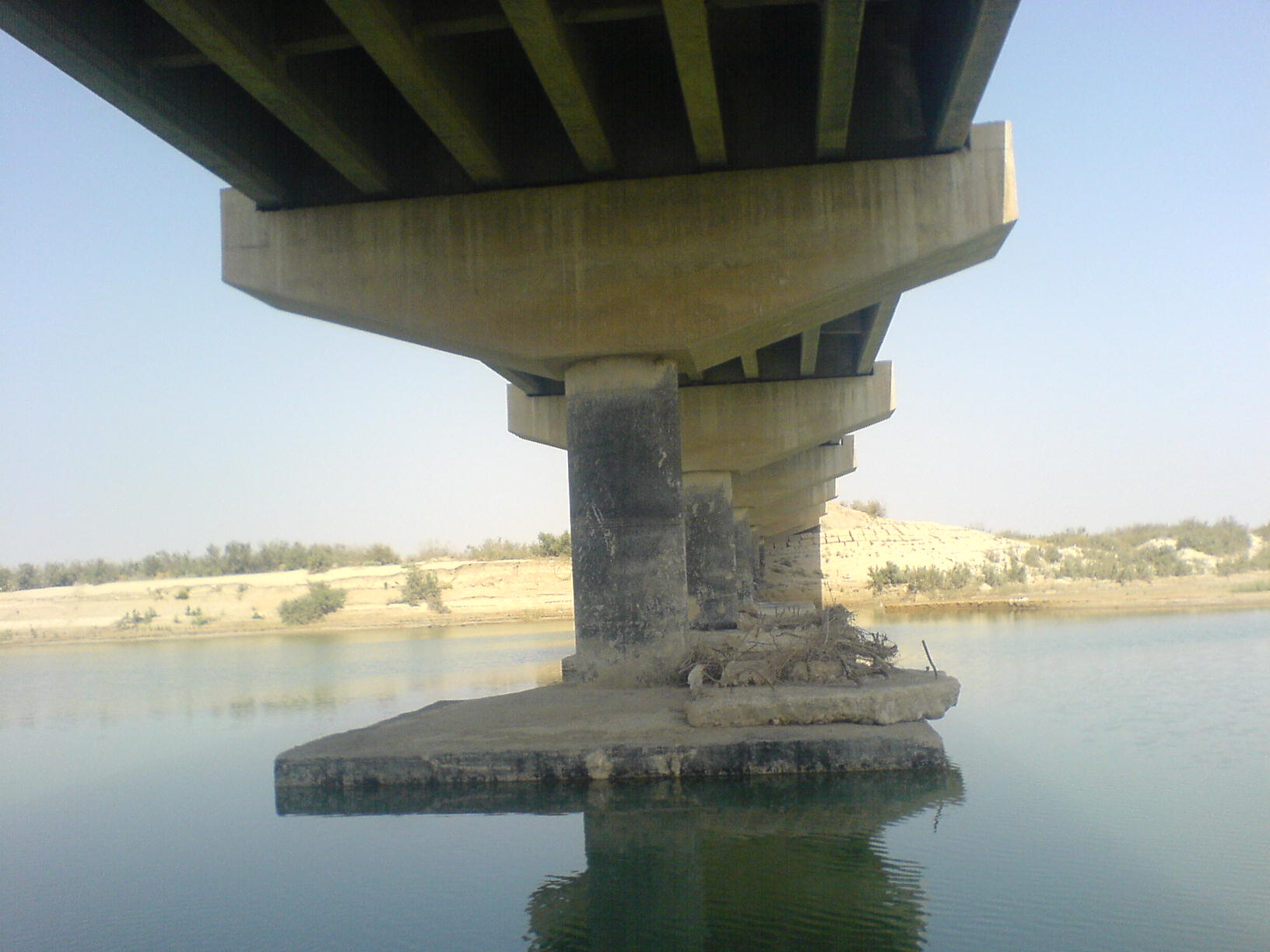
پل رودخانه مند (هفت کیلومتری شمال شهر بردخون)

بُردِخون شهری در شهرستان دیر استان بوشهر ایران و مرکز بخش بردخون است.

## مشخصات جغرافیایی

### وجه تسمیه
آبادی بردخون سه یا چهار سده پیش در کناره خَنی (به فتح اول با یاء مدی: سفره‌های زیرزمینی دره‌مانند طبیعی) در دو کیلومتری شمال شرقی محل کنونی - یعنی روستای احشام کهنه - شکل گرفته است.
بعلت کناره خنی سکنی‌گزیدن، اهالی آنرا (بُردِخَنی‌ها) می‌گفتند که هنوز هم استعمال محلی غالب دارد (بُرد «به ضم اوّل» به معنی کناره و حاشیه).
بعدها بعلت نامأنوس بودن اصطلاح محلی، به جهت تبادر کلمه خان یا تطابق با خور خان (بردخان)، سپس با تطورات -اداری- بدون هیچ مناسبتی با پسوند خون (بردخون) نام گرفته است.

### موقعیت
شهر بردخون (بردخون نو) مرکز بخش بردخون است که با مختصات جغرافیایی ۲۸ درجه و ۰۳ دقیقه و ۴۸ ثانیه عرض شمالی و ۵۱ درجه و ۲۸ دقیقه و ۳۹ ثانیه طول شرقی در میانه آن بخش واقع است. در سال ۱۳۵۹ بخشداری در آن استقرار یافت و از سال ۱۳۷۹ با تأسیس شهرداری به شهر تبدیل شد.
زاویه انحراف قبله شهر بردخون از مبدأ شمال ۲۴۰٫۵ درجه (۲۴۰ و نیم درجه) متقابلاً از غرب به جنوب ۲۹٫۵ یا بعبارتی سی درجه می‌باشد. زاویه انحراف قبله از شمال تا جنوب بخش بردخون ۳۰٫۵ تا ۲۸ درجه از غرب به جنوب متمایل می‌باشد.

### جمعیت
براساس سرشماری ۱۳۹۵ جمعیت شهر ۵٬۳۳۳ نفر (۱٬۴۶۶ خانوار) بوده است. این بخش بعلت مهاجرپذیری در فصل کشاورزی جمعیت آن به ۱۴هزار نفر بالغ می‌شود.

### جزایر منطقه
جزایر منطقه بردخون خالی از سکنه هستند.
جزیره نخیلو در حال حاضر بیش از هر چیز زیستگاه پرندگان مهاجر دریایی و لاکپشتان خلیج فارس است و از این جهات اهمیت زیست‌محیطی قابل توجهی دارد.
جزیره گرم مقابل روستای ملگنزه در خلیج فارس واقع شده و به علت وجود انبوه درختان جنگلی (موسوم به گرم) به همین نام نیز مشهور شده است. این دو جزیره خالی از سکنه در حدود ناحیه بردخون در سواحل جنوبی استان بوشهر، در فاصله کمی نسبت به یکدیگر قرار گرفته‌اند.
جزیره‌های مطاف، مرغی، تهمادو و چراغی که در مقابل ناحیه بردخون قرار دارند و خالی از سکنه‌اند از دیگر جزایر استان بوشهر در این منطقه هستند.
جزیره ام‌سیله (خان) از دیگر جزایر منطقه بردخون است و در مقابل خور خان قرار دارد که هر دو ناحیه بجهات دریانوردی و صیادی از اهمیت ویژه برخوردارند.

### آب و هوا و پوشش گیاهی
بردخون مانند سایر مناطق جنوب تابستانی طولانی و گرم و زمستانی کوتاه و از نظر بارش بی‌ثبات دارد. همین امر باعث شده تا کشاورزی و دامداری که شغل اصلی مردم است از ثبات چندانی برخوردار نباشد. دلیل عمدهٔ زایش مشاغل دیگر چون کار در کشورهای حاشیه جنوبی خلیج فارس، بقالی و صیادی همین بی‌اعتمادی مردم این منطقه به زمستان کوتاه و بی‌ثبات است.
یک فقره آب زیرزمینی با عرضی ناچیز از روستای «کناری» تا «شیبرم» ادامه می‌یابد، لذا تمام روستاهای شمال غربی این بخش به موازات غرب این آب زیرزمینی واقع شده‌اند.
گوجه فرنگی محصول اصلی کشاورزان منطقه است. امروزه اکثر اراضی کشاورزی –حتی نخلستان‌های منطقه– زیر کشت گوجه فرنگی رفته است. در سال‌های اخیر چند آب‌بند خاکی احداث شده است که آب نهرهای فصلی منشعب از «کوه درنگ» را پشت خود نگه می‌دارند و موجب تقویت سفره‌های زیرزمینی منطقه می‌شود.
در زمین‌های بایر منطقه دو دسته گیاهان خودرو می‌رویند:
- دسته اول گیاهان خودرویی که مصرف غذایی و دارویی دارند، مانند: (خُررو) گیاهی خودرو، جوسال، پنیرک (توله)، خلیلو، قارچ (هکال)، منگک، گل زرد، اوشه، دریمه و انواع سیاه‌شور شامل: سیاه‌شور مصری (کاکل) و سیاه‌شور پرپشت (تهما)؛
- دسته دوم بوته‌هایی مانند: گرگم، زاپتک، شور باتلاقی (گتک)، اشک، استبرق (خرگ)، مَور، خمه (خومه)، سلبخ و خارشتر (ارو).

عمده‌ترین درخت منطقه نخل می‌باشد که با آب و هوای اینجا سازگاری دارد. گز، کهور، کنار، گل ابریشم و سپستان هم درختانی هستند که در جای جای منطقه خودنمایی می‌کنند.

## بررسی‌های تاریخی و فرهنگی

### پیشینه تاریخی
آغاز دقیق شکل‌گیری و نحوه سکونت اولیه ساکنان روستاهای این بخش، اطلاعات جامع و مستندی به دست نیامد. آنچه که به دست آمده حاکی از این است که بردخون از دیر باز در این کشور پهناور شناخته شده و مورد توجه بوده است. «تاریخ ایران»، «بردخون» را یکی از بنادر مهم دارای اعتبار و شهرت از ایالت فارس دانسته و آن را به همراه بندر سیراف، بندر هرمز، بندرعباس، بندر لنگه، بندر سینیز و بندر ریگ، از مهم‌ترین مراکز تجاری – بازرگانی روزگار خود قلمداد نموده است. … اما از سال ۱۳۳۳ هجری قمری (۱۹۱۵ میلادی)، به بعد بیشتر بر سر زبان‌ها افتاد. در جریان جنگ جهانی اول که انگلیسی‌های علیرغم اعلام بی‌طرفی ایران به جنوب کشور حمله کردند، بوشهری‌ها، تنگستانی‌ها و دشتستانی‌ها و به فرماندهی رئیسعلی دلواری، شیخ حسین خان چاهکوتاهی، زایر خضرخان اهرمی و حمایت روحانیون منطقه به دفاع برخاستند و خالوحسین بردخونی با ۲۰۰ سوار از بردخون به یاری آنها شتافت.

### شخصیت‌های دینی، علمی و فرهنگی
بردخون از قدیم دارای حوزه علمیه بوده است. شخصیتهای دینی چون شیخ عبدالنبی بحرانی بردخونی (متوفی ۱۳۳۵ قمری) و پسران او، سید علی رکنی حسینی (متوفی ۱۳۵۹ قمری)، شیخ علی بحرانی (درگذشته ۱۳۷۸ شمسی)، شیخ محمد بحرانی دشتی گناوه‌ای (درگذشته ۱۳۷۹ شمسی از دهه چهل ساکن گناوه)، سید اسدالله رکنی حسینی (درگذشته ۱۳۸۲ شمسی) و سید محمد حسینی اشاره کرد. میرکمال الدین بهزاد (متوفی ۱۰۹۸ قمری) جد سادات منطقه که در بردخون دارای بقعه می‌باشد.
فایز دشتی هم که زادگاه او کردوان بوده در بردخون کسب علم داشته است. از احمد زایر عالی طاهر طاهری، شیخ عبدالمهدی بحرانی و سید محمد حسینی نیز آثار منظومی به جای مانده است.
سید احمد رکنی حسینی از مجتهدین ساکن قم از اهالی این شهر است.
شیخ عبدالنبی بحرانی بردخونی دشتی عالم مجتهد و مؤسس مدارس علوم دینی در بردخون و بلاد دشتی (متوفی ۱۳۳۵ قمری).
سید هاشم حسینی بردخونی بوشهری فرزند سید محمد حسینی؛ رئیس جامعه مدرسین، نایب‌رئیس مجلس خبرگان رهبری، عضو شورای عالی حوزه علمیه قم و امام جمعه موقت شهر قم از اهالی این شهر است.
سید بهمنیار حسینی مشهور به مفتون بردخونی و مفتون دشتی، فرزند سید علی اکبر، متخلص به مفتون شاعر بردخونی که شهرتش بیشتر در دوبیتی سرایی است. وی به سال ۱۳۴۱ در ۶۵ سالگی درگذشت.
خالوحسین بردخونی همرزم رئیسعلی دلواری در دفاع از مشروطیت جنوب و جنگ جهانی اول به هنگام هجوم بریتانیا به جنوب ایران.
سردار یوسف بردستانی از سرداران جنگ ایران و عراق.

## نگارخانه

طلوع بردخون
خالوحسین بردخونی
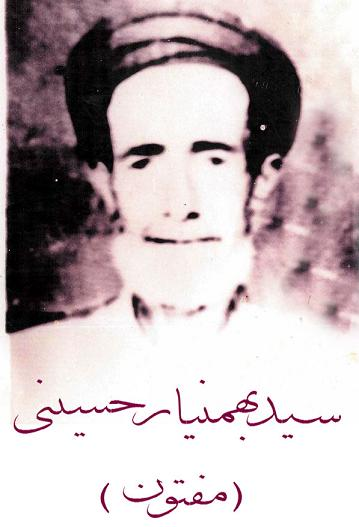
مفتون بردخونی
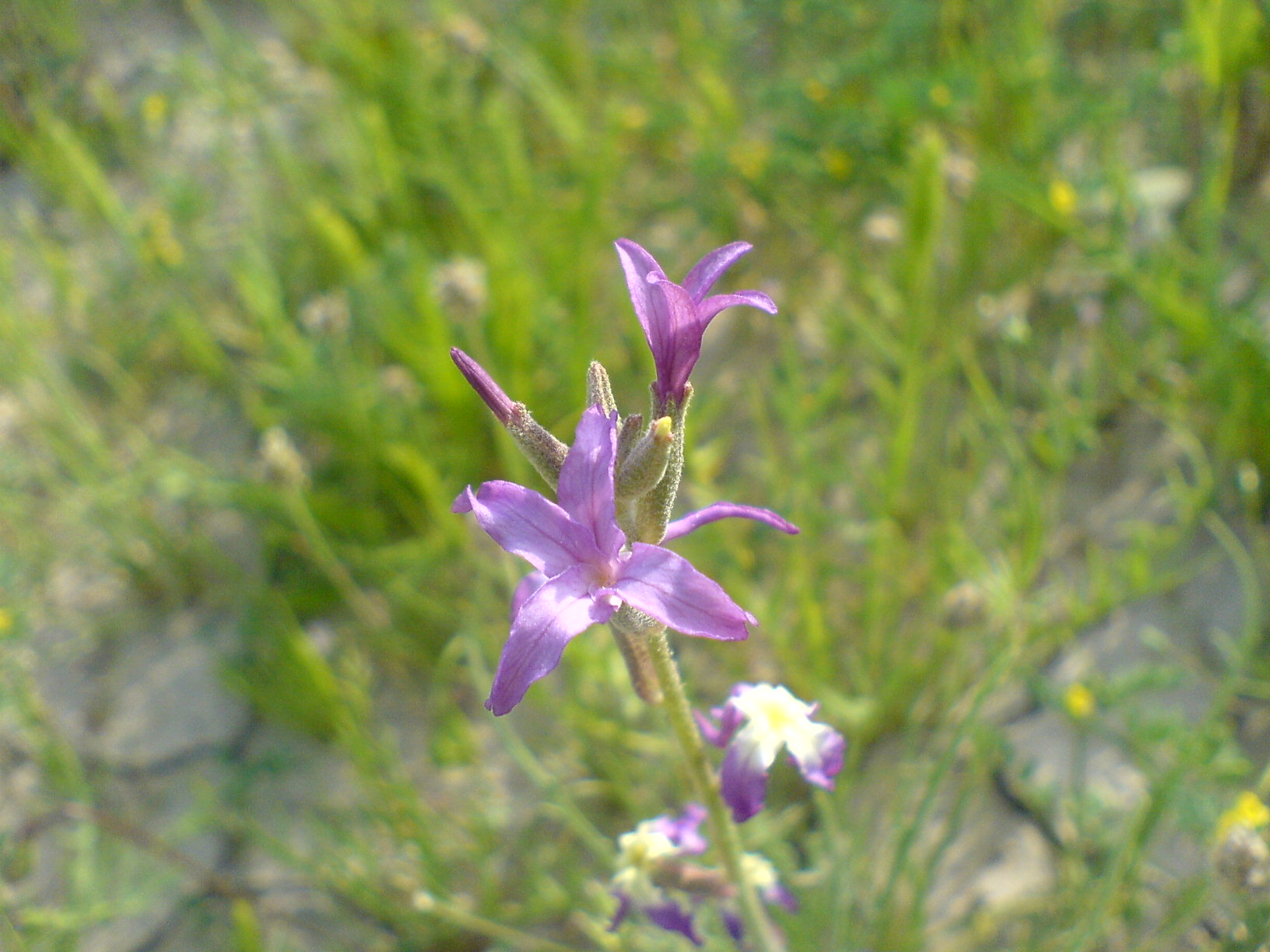
گل شب‌بو
بنای قدیمی شیبرم
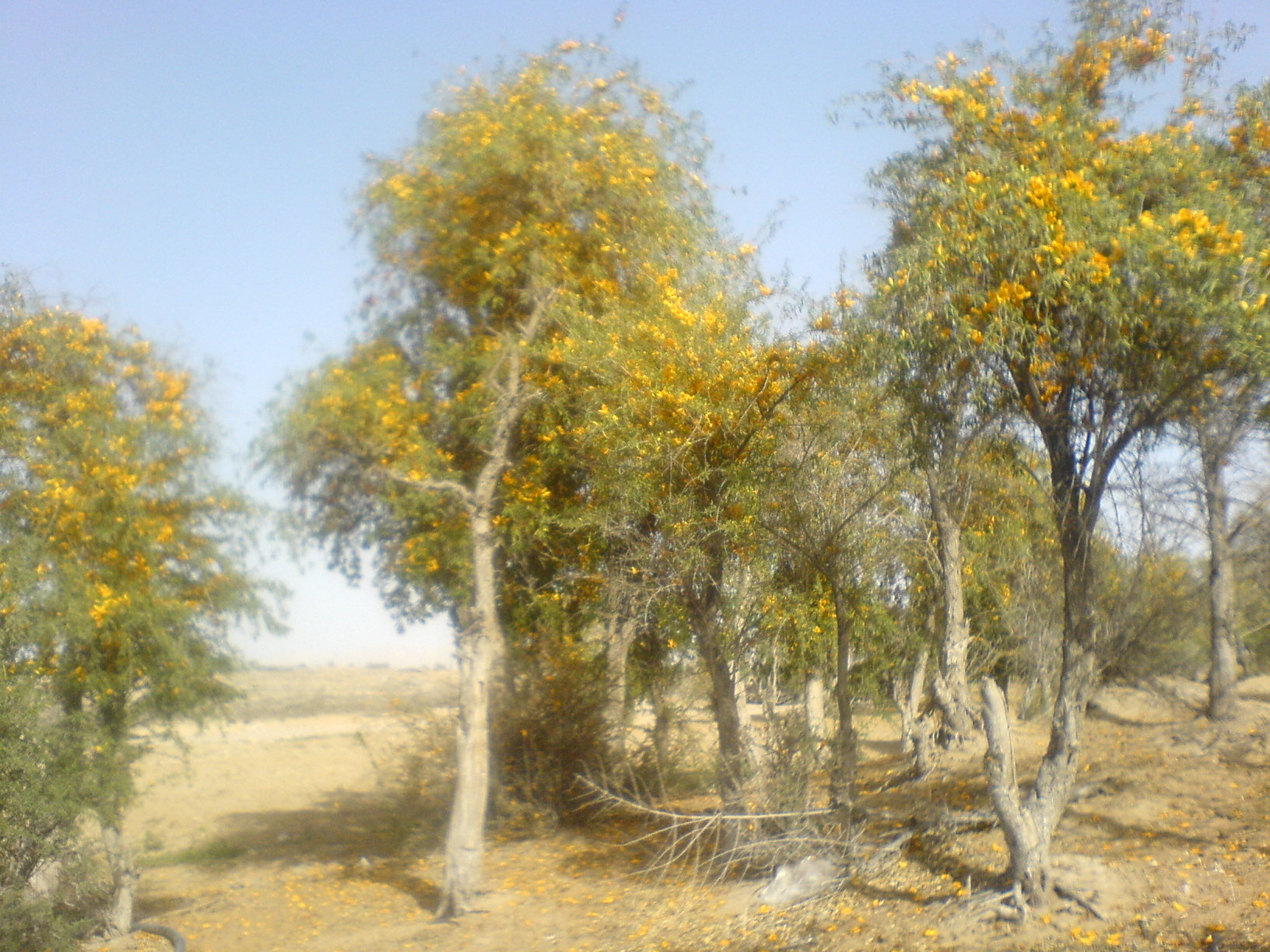
درخت انار شیطان (شهنیاء)
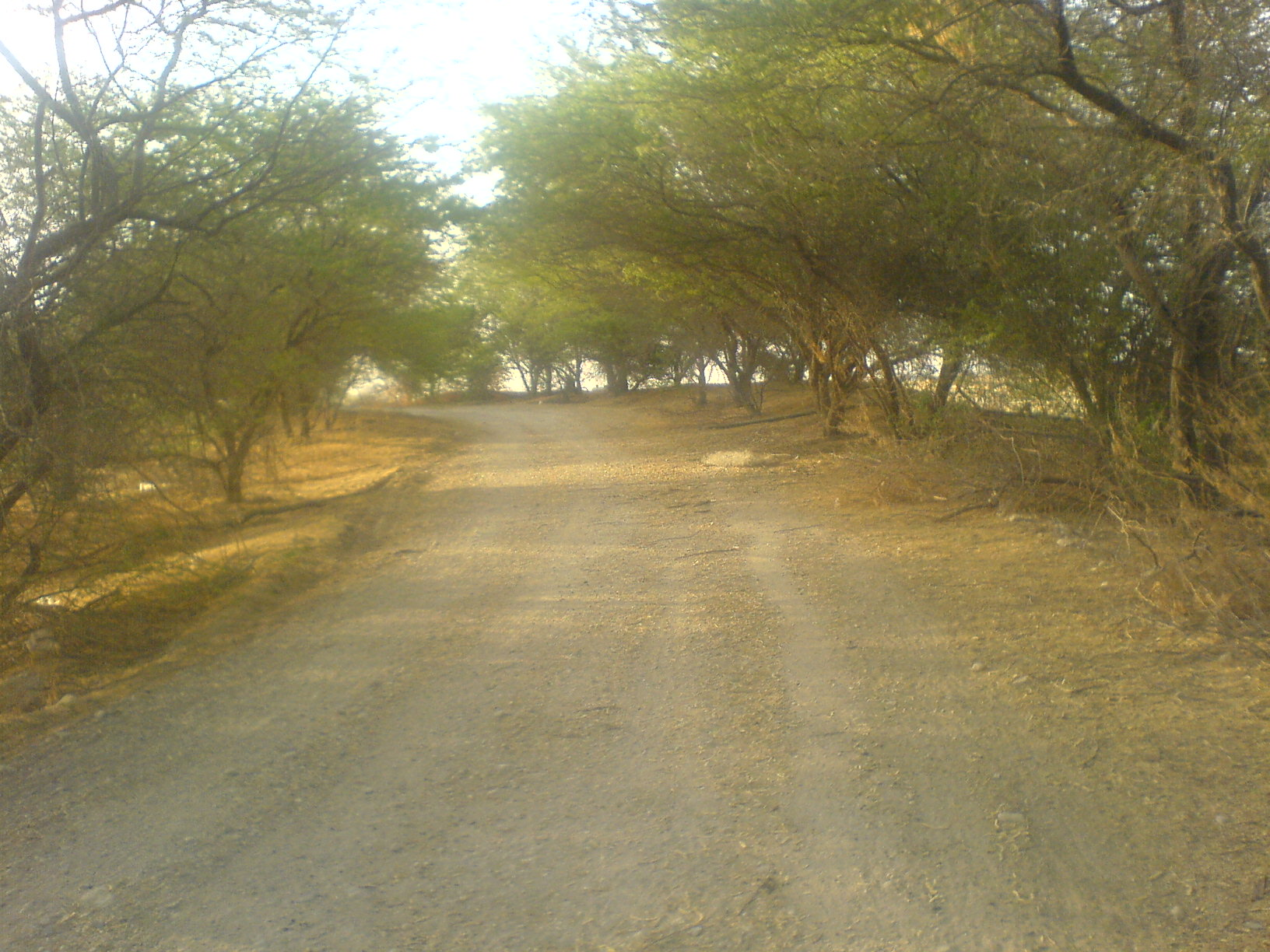
طبیعت احشام کهنه
غروب ساحل بردخون
عروس دریایی (خلیج فارس)
مرقد شیخ عبدالنبی بحرانی
برج مرزبانی قدیمی ساحل خور خان